# 1291

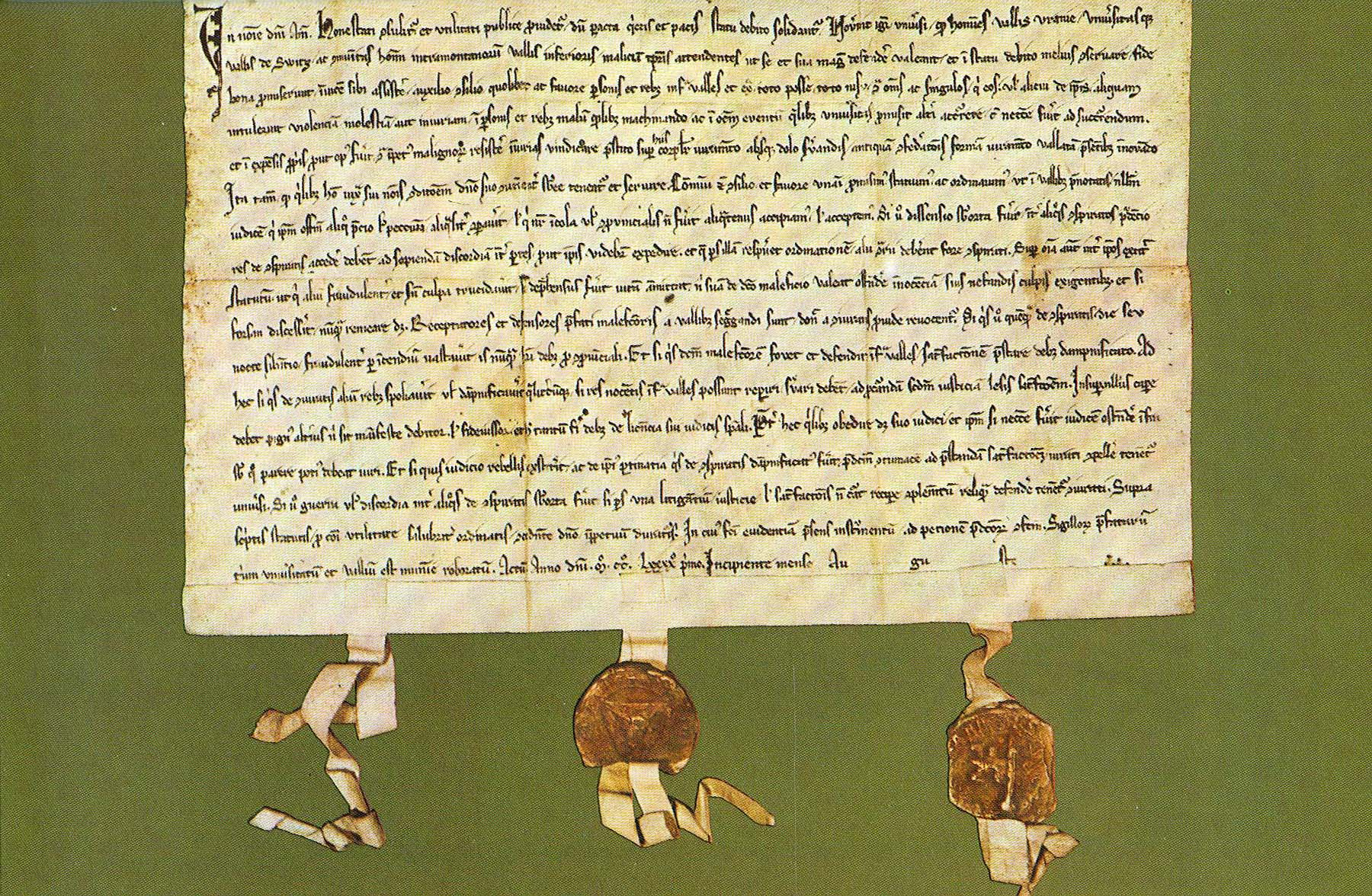
Bondsbrief van de Eedgenootschap

Het jaar 1291 is het 91e jaar in de 13e eeuw volgens de christelijke jaartelling.

## Gebeurtenissen
- Val van Akko
  - 6 april - Mamelukkenheerser Khalil slaat het beleg op voor Akko, het laatste bolwerk van de kruisvaardersstaat Jeruzalem.
  - Koning Hendrik II verlaat de belegerde stad en trekt zich terug naar Cyprus.
  - 28 mei - De Tempeliers geven zich gewonnen en Akko valt.
  - Ook Tyrus, Sidon, Beiroet en Tartous vallen in Mammelukse handen, waarmee slechts Cyprus en Arwad de kruisvaarders resten.
- 1 augustus - Bondsbrief van 1291: Uri, Schwyz en Unterwalden sluiten een confederatie die zal uitgroeien tot de staat Zwitserland.
- Koning Eduard I van Engeland wordt ingeroepen om de strijd om de troonopvolging in Schotland te beslechten. Hierbij bewerkstelligt deze dat hij als Lord Protector van Schotland wordt erkend, en de koning derhalve een leenman van Engeland zal zijn.
- Paus Nicolaas IV erkent de onafhankelijkheid van San Marino.
- 11 mei - De landgraaf van Hessen wordt tot rijksvorst verheven voor Eschwege en Boyneburg.
- Alle glasblazers in Venetië worden gedwongen te verhuizen naar Murano (zie Muranoglas).
- Landau wordt een Vrije Rijksstad, zie Rijksstad Landau.
- Brunswijk-Wolfenbüttel wordt verdeeld in Brunswijk-Grubenhagen onder Hendrik I, Brunswijk-Göttingen onder Albrecht II en Brunswijk-Wolfenbüttel onder Willem I
- oudst bekende vermelding: Groot Molenbeek, Nistelrode

## Kunst en literatuur
- De Roman van Heinric en Margriete van Limborch, mogelijk van Hein van Aken, wordt begonnen.

## Opvolging
- Aragon - Alfons III opgevolgd door zijn broer Jacobus II
- Baden-Baden (gedeeltelijk) - Herman VII opgevolgd door zijn zoons Frederik II (Baden-Eberstein), Rudolf IV en Herman VIII (Baden-Pforzheim)
- Bar - Theobald II opgevolgd door zijn zoon Hendrik III
- Duitse Orde - Koenraad II van Feuchtwangen als opvolger van Burchard van Schwanden
- huis Habsburg - Rudolf I opgevolgd door zijn zoon Albrecht I van Oostenrijk
- Il-kanaat (Iran) - Arghun opgevolgd door Geikhatu
- Litouwen - Butigeidis opgevolgd door zijn broer Butvydas (jaartal bij benadering)
- Meißen - Frederik Tuta opgevolgd door zijn neef Frederik II
- Polen - Przemysł II opgevolgd door Wenceslaus II van Bohemen
- Schweidnitz en Münsterberg - Hendrik V van Silezië opgevolgd door zijn broer Bolko I
- Tempeliers - Willem van Beaujeu opgevolgd door Thibaud Gaudin
- Utrecht - Jan van Sierck als opvolger van Jan van Nassau

## Afbeeldingen

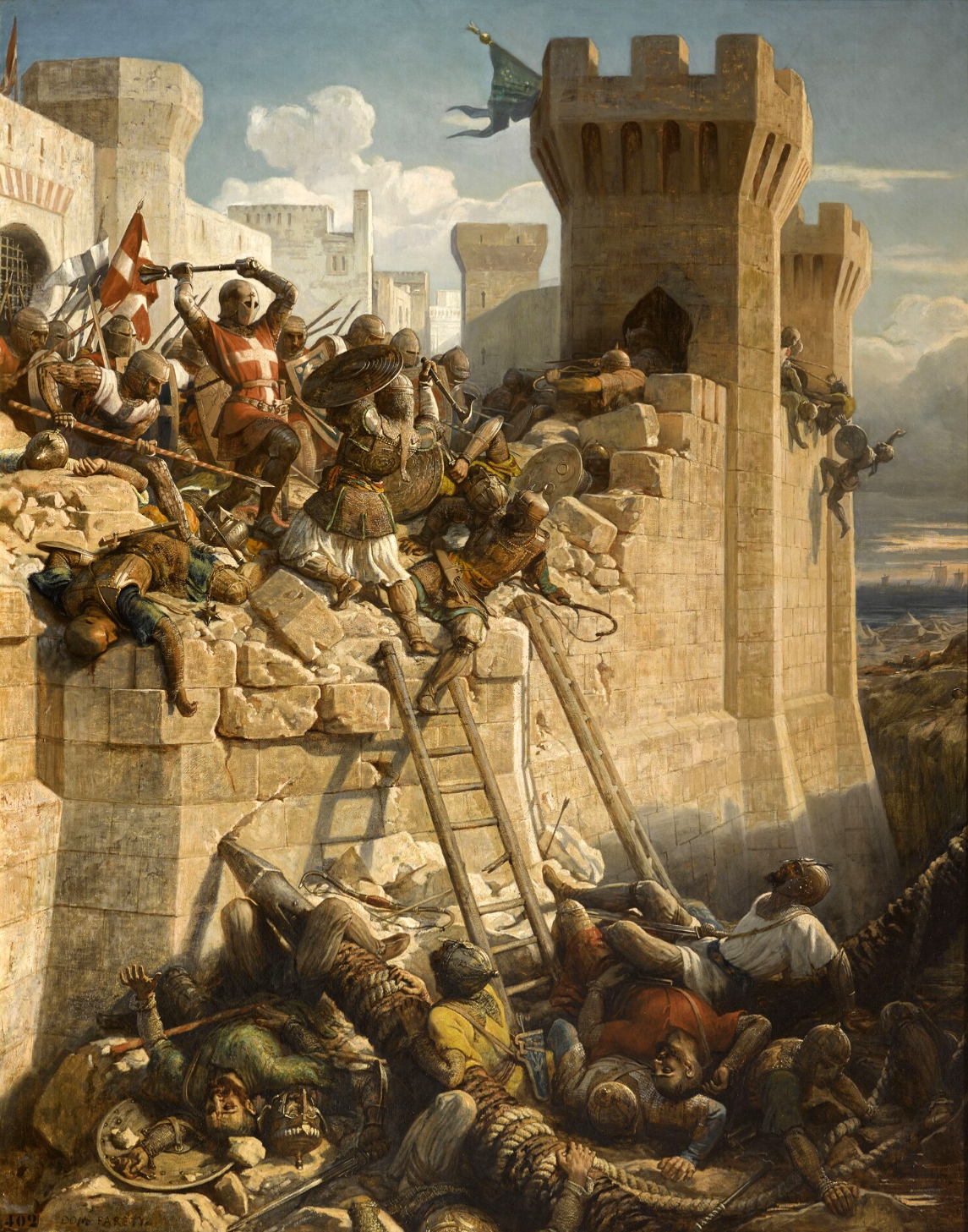
Beleg van Akko (19e-eeuwse voorstelling)
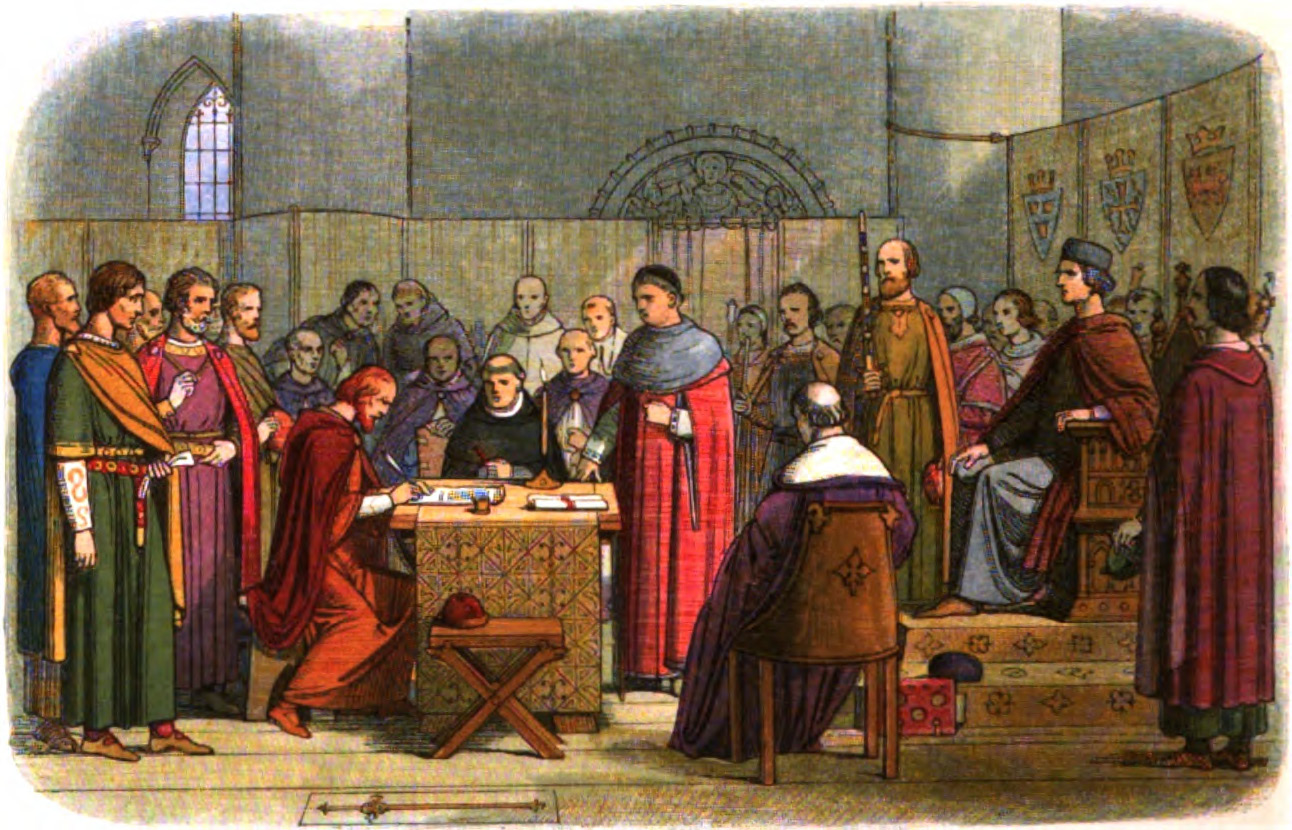
De Schotten erkennen Eduard I als souverein

## Geboren
- 8 februari - Alfons IV, koning van Portugal (1325-1357)
- 9 maart - Cangrande della Scala, heer van Verona
- 23 september - Bolesław III de Verkwister, Pools edelman
- 31 oktober - Philippe de Vitry, Frans componist
- Gilbert de Clare, Engels edelman
- Clemens VI, paus (1342-1352) (jaartal bij benadering)
- Johanna II, gravin van Bourgondië en echtgenote van Filips V van Frankrijk (jaartal bij benadering)
- Lippo Memmi, Italiaans schilder (jaartal bij benadering)
- Viola Elisabeth van Teschen, echtgenote van Wenceslaus III (jaartal bij benadering)

## Overleden
- 7 maart - Arghun (~32), Il-kan (1284-1291)
- 16 mei - Willem van Beaujeu, grootmeester der Tempeliers
- 18 mei - Mathieu de Clermont, Frans kruisvaarder
- 5 juni - Johan I (~30), vorst van Anhalt-Bernburg
- 18 juni - Alfons III (~26), koning van Aragon (1285-1291)
- 24 of 25 juni - Eleonora van Provence (~67), echtgenote van Hendrik III van Engeland
- 12 juli - Herman VII (~24), markgraaf van Baden-Baden
- 15 juli - Rudolf I (73), koning van Duitsland (1273-1291)
- 14 oktober - Jan van Vlaanderen, prinsbisschop van Luik
- Frederik Tuta (~22), markgraaf van Landsberg en Meißen
- Raso X van Gaveren (~82), Brabants edelman
- Theobald II, graaf van Bar
- Trần Thánh Tông, keizer van Vietnam (1258-1278)
- Arnoud van Amstel, Hollands edelman (jaartal bij benadering)
- Saadi, Perzisch dichter (jaartal bij benadering)